# Международная конференция в Спа (1920)
Международная конференция в Спа — международная конференция созванная Верховным советом Антанты 5 — 16 июля 1920 года в Спа (Бельгия), по решению конференции в Сан-Ремо (апрель 1920 года).
Участники: Великобритания, Франция, Италия, Япония, Португалия, Бельгия, а также Германия, Польша и Чехословакия — при обсуждении вопросов, непосредственно их касавшихся.
Обсуждавшиеся вопросы:
- выполнение Германией условий Версальского договора (не доведённое до конца сокращение вооружений и вооружённых сил, задержки в выплате репараций, в том числе сокращение поставок германского угля);
- установление общей суммы германских репараций и распределение квот между странами, имевшими право на их получение;
- вмешательство в советско-польский конфликт ввиду успешного наступления советских войск на польской территории;
- раздел спорной территории Тешинской Силезии между Польшей и Чехословакией (в соответствии с решением конференции 28 июля 1920 года был произведён раздел территории, в результате которого значительное этническое польское меньшинство оказалось на территории, переданной Чехословакии, что привело впоследствии к обострению этнической напряжённости в этом регионе и ухудшению отношений между двумя странами).